# Ansumana Samateh
Ansumana Samateh (* 26. November 1987 in Gambia) ist ein gambischer Fußballspieler, der für den gambischen Verein Wallidan Banjul in der Position des Torwarts spielt. Seit Januar 2002 spielt er in der ersten Mannschaft des Vereins, zuvor war er in der Jugend-Abteilung von Wallidan.
Er war 2008 im Kader der Fußballnationalmannschaft aufgestellt.